# Raza chilena

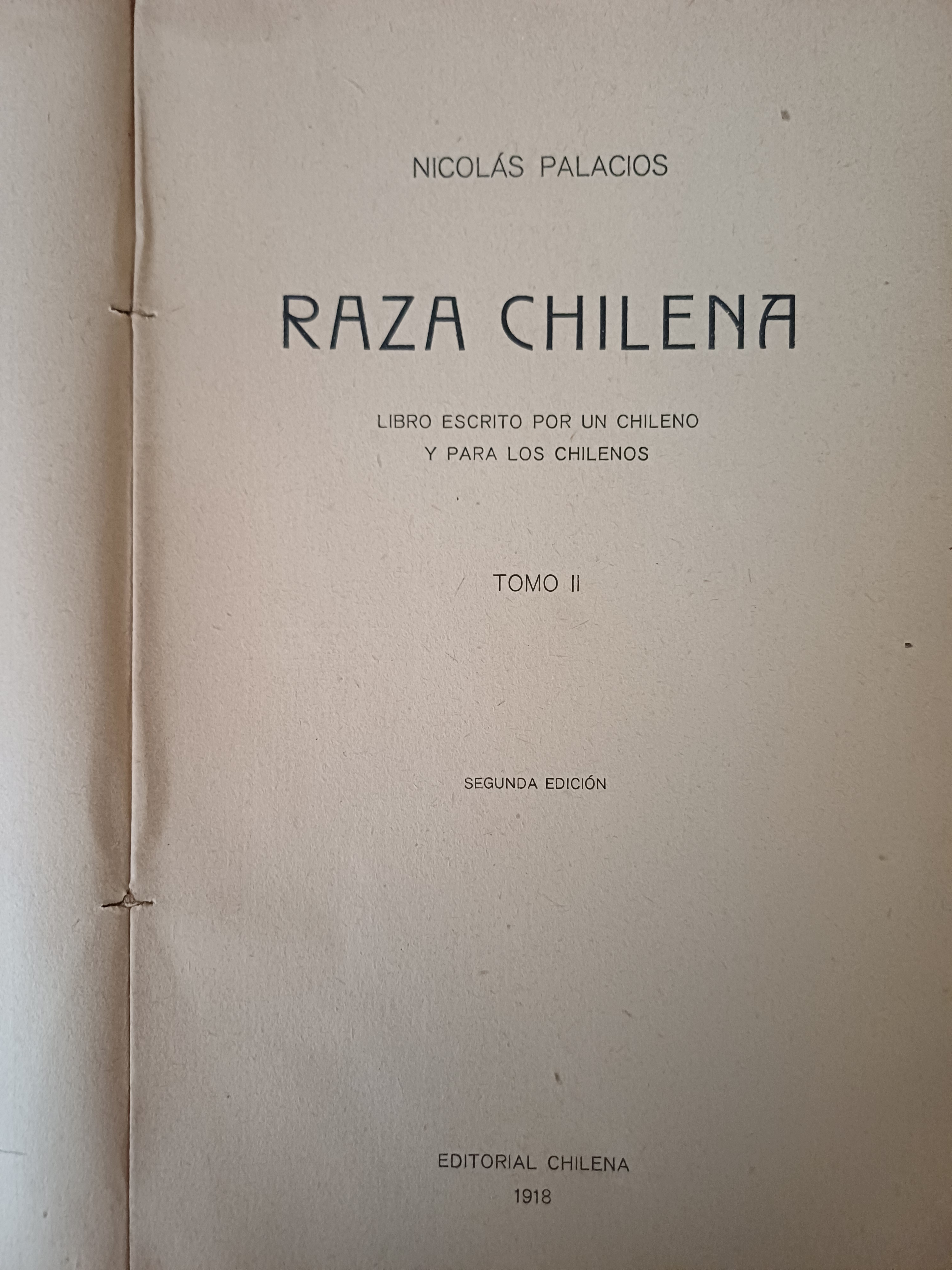
Portadilla del segundo tomo de la segunda edición de la obra, 1918.

Raza chilena: libro escrito por un chileno y para los chilenos es el título de un ensayo publicado en 1904 por el médico y militar chileno Nicolás Palacios. En esta obra, Palacios defiende la tesis de que el pueblo chileno pertenecería a una raza superior, la que se habría gestado a partir del mestizaje entre conquistadores de origen godo y nativos mapuches, pertenecientes ambos a lo que él identificó como razas de hombres recios y valientes.
Durante la década siguiente a la publicación su obra, las ideas de Palacios tendrían una gran influencia sobre jóvenes nacionalistas, en especial gracias a la revisión y difusión que de ellas haría el historiador Francisco Antonio Encina, principalmente en su monumental Historia de Chile.

## Influencia y valoración de la obra
En Raza chilena, Nicolás Palacios, además de exaltar las virtudes del pueblo chileno, presenta una crítica a la «falta de espíritu nacional» de la elite dirigente del país, la que habría entregado el control de la economía nacional a monopolios extranjeros. Estas críticas nacionalistas serían retomadas por el periodista Tancredo Pinochet, quien las desarrollaría en su ensayo de 1909 La conquista de Chile en el siglo XX. Por su parte, el historiador Francisco Antonio Encina también habría seguido el enfoque de Palacios en su obra Nuestra inferioridad económica, publicada en 1911 y en la que criticaría el estilo suntuario y ocioso de la elite chilena.
La tesis de Palacios que atribuye un origen germánico a la raza chilena fue utilizada por intelectuales vinculados al movimiento nacionalsocialista chileno, que basaron inicialmente en ella su tesis de la participación de los chilenos en la supuesta superioridad racial de la raza aria por sobre otros pueblos del mundo.
Si bien las teorías contenidas en la obra se encuentran íntegramente superadas y la misma nunca fue considerada como una obra de referencia académica en alguna de las disciplinas relacionadas (llegando a ser referido como un «libro maldito»), hoy en día se ha considerado a Raza chilena como una obra fundamental para entender los orígenes de la antropología filosófica en Chile, llegando a señalarse que «puede ser leído como el primer texto de antropología sistemático escrito en Chile».
Del mismo modo se ha señalado que, si bien las condiciones y presupuestos a partir de las que se escribió la obra hoy resultan inconcebibles, la misma puede leerse como un aporte al movimiento del ensayismo latinoamericano desarrollado durante el siglo xx, de la que es particularmente rescatable su ambición de pensar el tema expuesto en ella desde la totalidad.
La influencia de la obra en el ámbito académico habría alcanzado con posterioridad a las disciplinas de la antropometría, la historiografía y la lingüística, además de haber servido de base para discursos eugenésicos durante la primera mitad del siglo xx.
En los años siguientes a su publicación el libro contó con una escasa difusión, pero tras su reedición en 1987 (época en que el país se encontraba bajo una dictadura militar) el libro llegaría a ser un best seller, llegando a aparecer durante diez meses en las listas de los libros más vendidos.
En la actualidad se ha propuesto la identificación de tres momentos fundamentales relativos a la recepción de esta obra:

Un primer periodo, que va desde 1904 a 1945, que se caracterizó por la interpretación del texto como un documento científico, un segundo periodo, que va de la posguerra a 1986, donde se destacó el contenido social y patriótico de la obra, y un tercer periodo, desde la reedición del texto en 1987 hasta la actualidad, en que se ha reivindicado el lugar del texto en la configuración de la identidad nacional y la cultura chilena.
Pablo Bivort